# 水上戦闘機

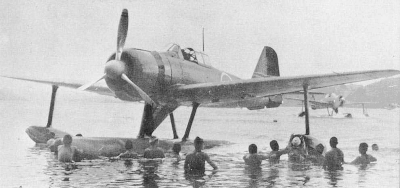
A6M2-N 二式水上戦闘機

水上戦闘機（すいじょうせんとうき）とは、水上機の一種で戦闘機として用いられる航空機をいう。水上戦闘機として最初から設計されたものと、通常の航空機が水上機として再設計されたものがある。陸上機と同等の機体にフロートを取り付けた、いわゆる水上機と、胴体そのものがフロート形状をしている飛行艇に分かれる。飛行艇の場合は特に戦闘飛行艇とも呼ばれる。
海面や湖面という平らで広大な水面を利用して発着できる飛行艇は、滑走路などの大規模な飛行場設備が必要無いため、整備された飛行場の少なかった第一次世界大戦中は、イタリアのL.1、オーストリア＝ハンガリー帝国のCCなどの戦闘飛行艇が活躍した。また当時のエンジンは信頼性が低いため洋上を長距離飛行する場合、万が一の故障に際してもとりあえず着水しての対処が可能であることも利点であった。
しかし時代が進み、飛行場が増えたことと技術の発達により飛行スピードが上がってくると、離着水するためのフロートの重量と空気抵抗による性能劣化が著しく目立つようになってきたため、水上戦闘機は次第に衰退した。

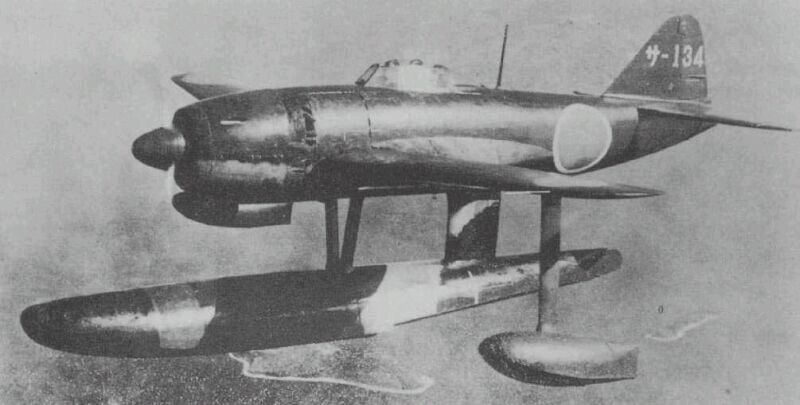
強風水上戦闘機

第二次世界大戦時においては数少ない例として、日本海軍の零式水上観測機が水上戦闘機として代用された。太平洋戦争中盤には零式艦上戦闘機を水上機化したA6M2-N 二式水上戦闘機が本格的に運用され始めた。水上戦闘機には飛行甲板を持たない船舶でも運用できる利点があり、日本軍の場合は占領した島嶼防衛のため、飛行場建設までのつなぎのためにこの種の機体が必要であったのだが、対するアメリカ軍は建設能力に優れていたため必要とせず、それ以外の国では多数の島嶼を占領するという戦争をそもそも経験していないため必要無かった。ただし実戦投入の機会は無かったものの、アメリカ海軍ではF4Fワイルドキャットを改造した水上機・F4F3Sワイルドキャットフィッシュ、イギリスはスピットファイアを改造したLF Mk.IXb水上機をごく少数作成している。日本海軍も他に専用設計の水上戦闘機であるN1K1 強風を僅かながら生産している。

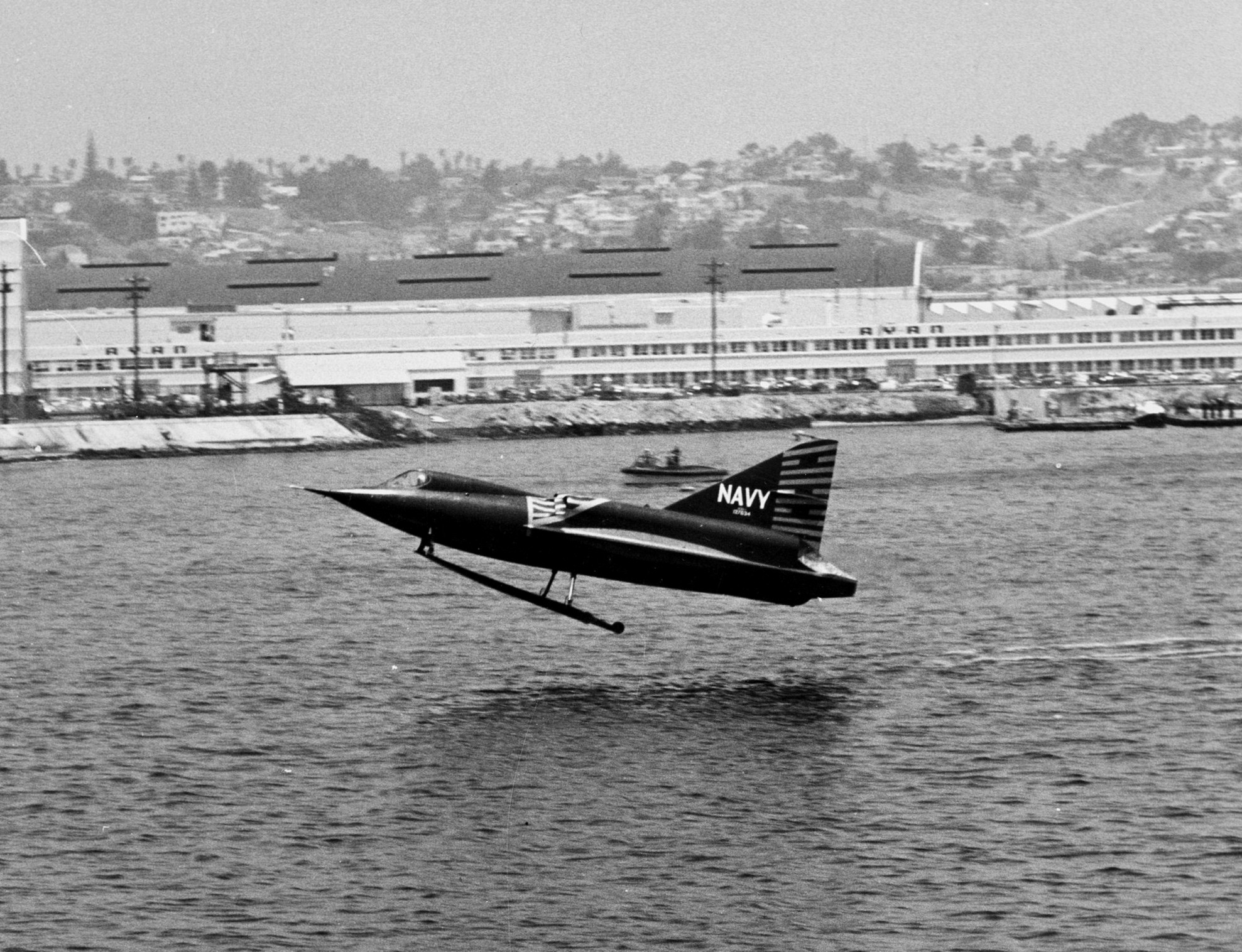
XF2Y-1 シーダート

1940年代末においては、黎明期のジェット戦闘機では当時の航空母艦への離着艦が困難であるという問題が生じた。その解決策のひとつとして、アメリカではジェット水上戦闘機・X / YF2Y-1シーダートが開発された。フロート形式ではなく水上スキー形式を用いているのが特色である。しかしながらその後の空母の発達のためジェット戦闘機の離着艦の問題は解決され、実用化はなされずに終わった。また、イギリスでもジェット戦闘飛行艇・SR.A/1が試作されたが、実用化はされなかった。